# Idaea cellifimbria
Idaea cellifimbria är en fjärilsart som beskrevs av Louis Beethoven Prout. Idaea cellifimbria ingår i släktet Idaea och familjen mätare. Inga underarter finns listade i Catalogue of Life.